# Kiwajny
Kiwajny (niem. Quehnen) – wieś w Polsce położona w województwie warmińsko-mazurskim, w powiecie bartoszyckim, w gminie Górowo Iławeckie. W latach 1975–1998 miejscowość administracyjnie należała do województwa olsztyńskiego. W Narodowym Spisie Powszechnym z 1978 r. Kiwajny ujęto łącznie z miejscowością Garbniki.
Wieś leżąca nad granicą polsko-rosyjską (obwód królewiecki). We wsi jest przystanek autobusowy, świetlica i cmentarz.

## Historia
Wieś wzmiankowana już w 1414 r., w dokumentach opisujących straty poniesione w wojnie polsko-krzyżackiej (zwanej wojna głodową). W tym czasie była to wieś pruska o nazwie Kywaynen. Kolejna wojna z lat 1454-1466 przyniosła następne zniszczenia a wieś wyludniła się całkowicie a pola leżały odłogiem. Zagospodarowano je dopiero w kolejnym stuleciu. Nowymi osadnikami byli w większości (lub całkowicie) Polacy (najprawdopodobniej z Mazowsza).
W 1939 r. w Kiwajnach było 207 mieszkańców.
W Kiwajnach w styczniu 1945 r. pochowano żołnierzy Armii Czerwonej, ponad 50 osób, min. Nikołaja Siniczaka, Ignatija Kudriawcewa i Grigorija Sniegurowa (pochodzili z Rosji, Ukrainy i Krymu). Zginęli w czasie walk. Groby nie zachowały się uległy zapomnieniu i zarosły). 
W 1983 r. wieś miała zwartą zabudowę i oświetlone ulice. Było tu 19 domów z 108 mieszkańcami. We wsi było 28 indywidualnych gospodarstw rolnych, uprawiających 218 ha ziemi rolnej. Hodowano 127 sztuk bydła (w tym 78 krów), 101 sztuk trzody chlewnej, 18 koni i 16 owiec. W tym czasie w Kiwajnach była biblioteka, klub oraz sala kinowa z 40 miejscami na widowni. Leśnictwo nosiło nazwę Kwenin (błędnie zapisana niemiecka nazwa Kiwajn).
W 1983 roku Kiwajny zdobyły II miejsce w województwie olsztyńskim w ówczesnym konkursie "Wzorowa Wieś". 

## Zabytki
- brukowana droga
- kapliczka przydrożna.
- cmentarz